# جون كالاغان
جون كالاغان هو جراح كندي، ولد في 1 أكتوبر 1923 في هاميلتون في كندا، وتوفي في 6 أبريل 2004.